# Dub de Vries
Dub de Vries (Urk, 26 december 1943) is een Nederlands organist.

## Biografie

### Opleiding
De Vries werd geboren op Urk maar verhuisde al op jonge leeftijd naar Wormer waar hij in de plaatselijke harmonie de bariton-tuba bespeelde. Tijdens zijn militaire dienst in Schalkhaar was hij hoornblazer bij de Prinses Irene Brigade en raakte hij betrokken bij de organist Willem Hendrik Zwart uit Kampen. Hij raakte geïnspireerd op de muziek van de organisten Piet van Egmond en Feike Asma en volgde orgellessen bij de Haarlemse stadsorganist Teke Bijlsma.

### Loopbaan
De Vries was na zijn muziekopleiding actief in diverse ensembles. Hij was vaste leider van het "Nieuwedieper Visserskoor" uit Den Helder en het Interkerkelijk Gemengd Koor Credo uit Landsmeer. Als organist begeleidde hij sinds 1983 het "Zaans Interkerkelijk Mannenkoor" waarbij Jan Quintus Zwart dirigent was. Hij kreeg landelijke bekendheid bij het ensemble "Sonore" die vele concerten gaven in Zuid-Afrika en waar 59 cd's van zijn uitgebracht. Ook trad Sonore op in vele Europese landen en werden er cd-opnames gemaakt in de Duitse kathedralen Dom van Passau en Munster van Freiburg. In november 2008 werd hij benoemd tot Lid in de Orde van Oranje-Nassau.

## Discografie
- U zij de Glorie!
- Instrumentale Hoogtepunten!
- Spelen Johan de Heer
- Wonder van Bethlehem
- Zingen in Praag
- Zingen in het Berner Oberland
- Al slaat de zee...
- Tel uw zegeningen
- Zie ons wachten aan de stromen
- Instrumentaal in Europa
- Op heel mijn levenspad
- U alleen U loven wij
- My favourite melodies
- Grote of Sint Joriskerk te Westzaan
- Muziek voor u
- Stil maar, wacht maar, alles wordt nieuw
- Passie en Pasen
- Passie en Pasen
- Nu zijt welekome
- Instrumentale hoogtepunten

## Bladmuziek
- Passie en Pasen
- Koraalbewerkingen
- Traditional Hymnes for organ
- Romantische Organ Favourites
- Muziek voor Iedereen
- Kerstfantasie
- Ga met God
- Orgelspel na de preek
- Al slaat de zee
- God heeft het eerste woord